# Роузвілл (Каліфорнія)
Роузвілл (англ. Roseville) — місто (англ. city) в США, в окрузі Пласер штату Каліфорнія. Населення — 147 773 особи (2020).

## Географія
Роузвілл розташований за координатами 38°45′57″ пн. ш. 121°18′11″ зх. д. / 38.76583° пн. ш. 121.30306° зх. д. (38.765743, -121.303159). За даними Бюро перепису населення США в 2010 році місто мало площу 93,82 км², з яких 93,81 км² — суходіл та 0,00 км² — водойми. В 2017 році площа становила 111,55 км², уся площа — суходіл.

### Клімат
| Клімат : Роузвілл                                                        | Клімат : Роузвілл | Клімат : Роузвілл | Клімат : Роузвілл | Клімат : Роузвілл | Клімат : Роузвілл | Клімат : Роузвілл | Клімат : Роузвілл | Клімат : Роузвілл | Клімат : Роузвілл | Клімат : Роузвілл | Клімат : Роузвілл | Клімат : Роузвілл | Клімат : Роузвілл |
| Показник                                                                 | Січ.              | Лют.              | Бер.              | Квіт.             | Трав.             | Черв.             | Лип.              | Серп.             | Вер.              | Жовт.             | Лист.             | Груд.             | Рік               |
| Абсолютний максимум, °C                                                  | 23,9              | 25,6              | 30,0              | 36,7              | 41,7              | 43,3              | 46,1              | 43,3              | 43,9              | 38,9              | 30,6              | 24,4              | 46,1              |
| Середній максимум, °C                                                    | 11,7              | 15,6              | 17,8              | 21,7              | 26,7              | 31,1              | 34,4              | 33,3              | 30,6              | 25,0              | 17,2              | 12,2              | 23,1              |
| Середня температура, °C                                                  | 7,8               | 10,6              | 12,2              | 15,6              | 18,9              | 22,8              | 25,6              | 24,4              | 22,8              | 18,3              | 12,2              | 8,3               | 16,6              |
| Середній мінімум, °C                                                     | 3,9               | 5,6               | 6,7               | 8,9               | 11,7              | 14,4              | 16,1              | 16,1              | 14,4              | 11,1              | 6,7               | 3,9               | 10,0              |
| Абсолютний мінімум, °C                                                   | −6,1              | −5                | −2,8              | 0,6               | 2,2               | 6,1               | 8,9               | 7,8               | 5,0               | −0,6              | −2,8              | −8,9              | −8,9              |
| Норма опадів, мм                                                         | 101               | 88                | 78                | 40                | 15                | 3                 | 1                 | 2                 | 9                 | 27                | 71                | 85                | 520               |
| ------------------------------------------------------------------------ | ----------------- | ----------------- | ----------------- | ----------------- | ----------------- | ----------------- | ----------------- | ----------------- | ----------------- | ----------------- | ----------------- | ----------------- | ----------------- |
| Джерело: http://www.myforecast.com/bin/climate.m?city=12133&metric=false |                   |                   |                   |                   |                   |                   |                   |                   |                   |                   |                   |                   |                   |

## Демографія
Згідно з переписом 2010 року, у місті мешкало 118 788 осіб у 45 059 домогосподарствах у складі 31 039 родин. Густота населення становила 1266 осіб/км². Було 47757 помешкань (509/км²).
Расовий склад населення:
| - 79,3 % — білих - 8,4 % — азіатів - 2,0 % — чорних або афроамериканців - 0,7 % — корінних американців - 0,3 % — вихідців з тихоокеанських островів - 4,3 % — осіб інших рас |

До двох чи більше рас належало 5,0 %. Частка іспаномовних становила 14,6 % від усіх жителів.
За віковим діапазоном населення розподілялося таким чином: 26,3 % — особи молодші 18 років, 60,3 % — особи у віці 18—64 років, 13,4 % — особи у віці 65 років та старші. Медіана віку мешканця становила 36,8 року. На 100 осіб жіночої статі у місті припадало 91,9 чоловіків; на 100 жінок у віці від 18 років та старших — 88,4 чоловіків також старших 18 років.
Середній дохід на одне домашнє господарство становив 92 820 доларів США (медіана — 75 867), а середній дохід на одну сім'ю — 107 914 долари (медіана — 93 377). Медіана доходів становила 67 002 долари для чоловіків та 53 034 долари для жінок. За межею бідності перебувало 8,8 % осіб, у тому числі 9,3 % дітей у віці до 18 років та 7,5 % осіб у віці 65 років та старших.
Цивільне працевлаштоване населення становило 59 305 осіб. Основні галузі зайнятості: освіта, охорона здоров'я та соціальна допомога — 22,3 %, роздрібна торгівля — 14,0 %, науковці, спеціалісти, менеджери — 12,0 %.

## Економіка

### Найбільші работодавці
Станом на жовтень 2014 року, найбільшими работодавцями міста були:
| Підприємство                               | Кількість робітників |
| ------------------------------------------ | -------------------- |
| Kaiser Permanente                          | 3231                 |
| Hewlett-Packard                            | 2132                 |
| Sutter Roseville Medical Center            | 1654                 |
| Roseville Joint Union High School District | 1434                 |
| Union Pacific Railroad                     | 1137                 |
| Adventist Health                           | 1019                 |
| Roseville City School District             | 1000                 |
| Місто Роузвілл                             | 991                  |
| Wal-Mart                                   | 460                  |
| LB Construction                            | 404                  |

## Відомі особистості
У поселенні народився:
- Джон Енсайн (* 1958) — американський політик.